# 超級舞動 瓦利歐製造
《超級舞動 瓦利歐製造》（中国大陆又译作）是由Intelligent Systems开发，任天堂发行的聚会游戏。于2023年11月3日在任天堂Switch平台发售。

## 遊戲玩法
就像《瓦力欧制造系列》中的先前条目一样，游戏任务玩家的玩家应对快节奏的小游戏，称为「小游戏」。类似于《舞動瓦利歐製造》，它使用Wii遙控器进行运动控制的小游戏，该游戏专注于使用运动控制任天堂Switch的Joy-Con控制器。每个小游戏都围绕着几个「形式」之一，描绘了玩家最初应该如何保持Joy-Con，然后玩家相应地将控制器移动以完成每个小游戏。 除了运动控件外，一些小游戏还使用了正确的Joy-Con上的红外摄像头。《超級舞動》包括200多个小游戏。该游戏具有本地合作的玩法，其中两个玩家必须彼此同步他们的动作以完成小游戏，以及最多可用于四个玩家的其他模式。

## 剧情
电视广告宣传有机会通过购买大蒜汉堡来参观一个名为「貝利尤易斯島」的度假胜地。饥饿的瓦利歐通过当地的汉堡店经过，並買下五十個大蒜漢堡，他也因此與二十個朋友一起赢得了去貝利尤易斯島的旅行，这让他感到沮丧。 听到此事后，瓦力欧的朋友要求来，他勉强同意。到达岛上后，居民给了一个称为「按鍵的印記」的帮派石Joy-Con，可以用双手将其用于帮助他们在情况下帮助他们。
然后，该团伙在岛上进行自己的冒险经历。瓦力欧试图逃离寺庙的居民，莫娜、艾希莉、卡特和安娜试图从一群巨屋中夺回貝利尤易斯島的地图，庫利凱特与一支企鹅大军展開武術對決，吉米T最终在鲨鱼上冲浪，德利博和斯皮茨参加了一场船只竞赛，九伏特试图从一家怪异的商店中解救五瓦特、十八伏特和十三安培。
在最后一级，瓦力欧后来返回他早些时候拜访的寺庙，试图窃取其中的金色物品，但最终被熔岩所超越，腐败，并与该岛的巨型火山合并，他开始开始造成岛上的破坏。瓦力欧的朋友使用石头击败了他，他转而恢复了正常。但是，他最终降回了圣殿，也被寺庙中的人民误认为是上帝。然后，瓦力欧宣布这些事件为有史以来最糟糕的假期。

## 开发和发行
《超級舞動 瓦利歐製造》在2023年6月21日的任天堂直面会中宣布。该游戏于2023年11月3日在全球发布了任天堂Switch的全球发行。2023年11月1日，证实歐美版由美國配音員凯文·阿富汗尼取代查爾斯·馬爾蒂內成為瓦力欧的配音員，之前在《超級瑪利歐兄弟 驚奇》中聲演马力欧和路易吉（同樣是取代馬爾蒂內的繼承者）。

## 外部連結
- 官方网站